# Bleke ruskokermot
De bleke ruskokermot (Coleophora glaucicolella) is een vlinder uit de familie kokermotten (Coleophoridae). De wetenschappelijke naam is voor het eerst geldig gepubliceerd in 1892 door Wood.
De soort komt voor in Europa.